# Jan Baptist Weenix
Jan Baptist Weenix, född 1621 i Amsterdam, död omkring 1660 nära Utrecht, var en nederländsk konstnär. Han var far och lärare till Jan Weenix.
Weenix var elev till bland andra Abraham Bloemaert och Claes Corneliszoon Moeyaert. I vistades omkring 1643–1647 i Rom, där han bland annat arbetade för påven Innocentius X. Därefter var han verksam i Amsterdam och från 1649 i Utrecht. Weenix tillhörde den italianiserade konstnärsgruppen och målade främst landskap, hamnbilder, stilleben och porträtt.